# Lubawka
Lubawka (in tedesco Liebau) è un comune urbano-rurale polacco del distretto di Kamienna Góra, nel voivodato della Bassa Slesia.
Ricopre una superficie di 138,08 km² e nel 2004 contava 11 728 abitanti.